# Wolfgang Stolper
Wolfgang Friedrich Stolper (Viena, 13 de Maio de 1912 – 31 de Março de 2002) foi um economista Americano.  
Stolper nasceu em Viena, sendo o filho mais velho dos economistas Gustav Stolper e Toni Stolper. Em 1925, a família mudou-se para Berlim e em 1933 emigrou para os Estados Unidos. Em 1938 Stolper completou seus estudos em economia na Universidade de Harvard. Ele foi aluno de Joseph Schumpeter.   
Entre 1938 e 1943, Stolper foi Professor Assistente de Economia em Swarthmore College, Swarthmore, PA. Em 1945, participou do Inquérito do Bombardeamento Estratégico (Europa).
A partir de 1949, Stolper foi Professor de Economia na Universidade de Michigan, em Ann Arbor.
Em 1941 Stolper, juntamente com Paul A. Samuelson propôs o Teorema de Stolper–Samuelson.  
Em 1986 Stolper foi co-fundador da Sociedade Internacional Joseph Schumpeter.  

## Publicações selecionadas
- «Protection and Real Wages». Review of Economic Studies. 9. JSTOR 2967638
- Wolfgang F. Stolper: Britânica de política monetária e o boom imobiliário. Cambridge,Mass. Harvard Univ. Press, 1941.
- Wolfgang F. Stolper: Strukturwandlungen der amerikanischen Wirtschaft seit dem Kriege. Essen. Archiv-Verl. Hoppenstedt Merten, 1956.
- Wolfgang F. Stolper: O Produto Nacional da Alemanha Oriental, De 1959, Kyklos.
- Wolfgang F. Stolper: A Estrutura do Oriente, a economia alemã. (Centro de Estudos Internacionais ; Massachusetts Inst. de Tecnologia] / Wolfgang F. Stolper. Com a ajuda de Karl W. Roskamp. Cambridge : Harvard University Press, 1960.
- Wolfgang F. Stolper: Alemanha Entre o Oriente e o Ocidente, 1960
- Wolfgang F. Stolper: Contabilidade Nacional, no Leste da Alemanha, 1961, P. Deane, editor, Estudos Sociais e Financeira, de Contabilidade, de Renda e de Riqueza [pdf]
- Wolfgang F. Stolper: Planejamento Sem Factos, 1966
- Wolfgang F. Stolper: Planejamento de uma Economia Livre: Alemanha 1945-1960 com K. W. Roskamp, 1979, ZfGS/JITE [pdf]
- Wolfgang F. Stolper: Joseph Alois Schumpeter : A Vida Pública ou Privada, Homem, de Princeton, NJ : Princeton Univ. Press, 1994.
- O Boletim da International Joseph A. Schumpeter Society. ISS Fórum de Nº 7. De agosto de 2002